# Cunit
Cunit è un comune spagnolo di 10 033 abitanti situato nella comunità autonoma della Catalogna.